# Directiva sobre residus d'equips elèctrics i electrònics
La Directiva sobre residus d'equips elèctrics i electrònics (Directiva amb acrònim anglès WEEE) és la Directiva de la Comunitat Europea 2012/19/UE sobre residus d'equips elèctrics i electrònics (RAEE) que, juntament amb la Directiva RoHS 2011/65/UE, es va convertir en llei europea el febrer de 2003. La Directiva RAEE fixa objectius de recollida, reciclatge i valorització per a tot tipus de material elèctric, amb una taxa mínima de 4 quilograms (9 lb) per habitant per any recuperat per al reciclatge l'any 2009. La Directiva RoHS estableix restriccions als fabricants europeus pel que fa al contingut material dels nous equips electrònics introduïts al mercat.

El símbol RAEE amb la línia negra (o barra).

El símbol adoptat pel Consell Europeu per representar els residus d'equips elèctrics i electrònics consta d'una paperera amb rodes ratllada amb o sense una única línia negra sota el símbol. La línia negra indica que les mercaderies s'han posat al mercat després de l'any 2005, quan va entrar en vigor la Directiva. Els productes sense la línia negra es van fabricar entre 2002 i 2005. En aquests casos, aquests es tracten com a "RAEE històrics" i queden fora del reemborsament mitjançant esquemes de compliment dels productors.
Els orígens de la línia negra (o barra) provenen de la Directiva 2012/19/UE que fa referència a la norma europea EN 50419. Aquesta norma ofereix dues opcions per marcar els equips fabricats després del 13 d'agost de 2005, és a dir, 1) afegir la data de fabricació a l'etiqueta o 2) aplicar la línia/barra sota el logotip del contenidor.
La directiva RAEE estableix un total de 10 categories de RAEE per a la presentació d'informes:
- Grans electrodomèstics.
- Petits electrodomèstics.
- Equips informàtics i de telecomunicacions.
- Equips de consum.
- Equips d'il·luminació.
- Eines elèctriques i electròniques.
- Joguines, material d'oci i esportiu.
- Aparells mèdics.
- Instruments de seguiment i control.
- Dispensadors automàtics.